# Iázide ibne Jarir Alcáceri
Iázide ibne Jarir ibne Iázide ibne Calide ibne Abedalá Alcáceri (em árabe: يزيد بن جرير بن يزيد بن خالد بن عبد الله القسري; romaniz.: Yazid ibn Jarir ibn Yazid ibn Khalid ibn 'Abdallah al-Qasri) foi um governador provincial do Califado Abássida do Iêmen de 812 a 813.

## Biografia
Iázide foi descendente de Calide ibne Abedalá Alcáceri (m. 743), o poderoso governador do Iraque em nome do Califado Omíada. Ele é possivelmente identificável com um Iázide ibne Jarir que duas vezes serviu como governador do Sistão durante o reinado do califa abássida Harune Arraxide (r. 786–809), primeiro como representante de Alfadle ibne Iáia em 794 e então sob Ali ibne Issa ibne Maane em 797.
Durante a Quarta Fitna entre os califas rivais Alamim (r. 809–813) e Almamune (r. 813–833), Iázide foi nomeado governador do Iêmen pelo general de Almamune, Tair ibne Huceine, com a missão de fazer a província um reduto pró-Almamune. Ele prontamente partiu para o Iêmen com grande número de cavaleiros, e com sua chegada convenceu os iemenitas a abandonar Alamim e jurarem lealdade a seu rival.
Iázide, contudo, rapidamente envolveu-se em sérios problemas devido a sua política de apoio aos árabes catanitas da província às custas dos abna locais, que ameaçam-o de forma extremamente severa. Logo após a morte de Alamim em 813, as notícias dos maus trato aos abna chegaram a Almamune, que respondeu removendo Iázide do governo. Após sua demissão, foi preso em Saná por seu sucessor Omar ibne Ibraim ibne Uacide Alomari e jogado na prisão.